# Leppäselkä - Pätkönlampi
Leppäselkä - Pätkönlampi este o arie protejată (arie de protecție specială avifaunistică — SPA) din Finlanda întinsă pe o suprafață de 83 ha, integral pe uscat.

## Localizare
Centrul sitului Leppäselkä - Pätkönlampi este situat la coordonatele 61°57′27″N 26°40′12″E / 61.9575°N 26.67°E.

## Înființare
Situl Leppäselkä - Pätkönlampi a fost declarat arie de protecție specială avifaunistică în august 1998 pentru a proteja 17 specii de animale.

## Biodiversitate
Situată în ecoregiunea boreală, aria protejată nu include niciun habitat protejat.
La baza desemnării sitului se află mai multe specii protejate de  păsări (17): rață sulițar (Anas acuta), rață-cu-cap-castaniu (Aythya ferina), rața moțată (Aythya fuligula), buhai de baltă (Botaurus stellaris), bătăuș (Calidris pugnax), erete de stuf (Circus aeruginosus), lebădă de iarnă (Cygnus cygnus), cocor (Grus grus), Hydrocoloeus minutus, pescăruș râzător (Larus ridibundus), Mergellus albellus, corcodel-cu-gât-roșu (Podiceps grisegena), cresteț pestriț (Porzana porzana), Spatula clypeata, rață cârâitoare (Spatula querquedula), chiră de baltă (Sterna hirundo), fluierar de mlaștină (Tringa glareola).
Pe lângă speciile protejate, pe teritoriul sitului au mai fost identificate 1 specie de nevertebrate.